# Latas de Sopa Campbell
Latas de sopa Campbell (cujo título original em inglês é Campbell's Soup Cans), também conhecida como 32 latas de sopa Campbell, é um obra de arte produzida em 1962 pelo artista norte americano Andy Warhol. Consiste em 33 quadros, cada um com 50,8 cm de altura por 40,6 cm de largura, com a pintura de uma lata de sopa Campbell — cada uma das variedades de sopa enlatada que a companhia oferecia naquela época. As pinturas individuais foram realizadas com um processo semimecanizado de serigrafia. O apoio da Campbell's Soup Cans, em temas da cultura popular, ajudou a arte pop a instalar-se como um dos principais movimentos artísticos nos Estados Unidos.
Warhol, um desenhista comercial que se tornou um autor, editor, pintor e realizador de sucesso, apresentou este trabalho em 9 de Julho de 1962, na sua primeira exposição individual numa galeria como artista de belas artes na Galeria Ferus em Los Angeles, California. A exposição marcou a estreia da pop art na Costa Oeste dos Estados Unidos. A combinação do processo semimecanizado, a ausência aparente do traço do pincel e o tema comercial, causaram alguma ofensa inicial, pois a sua natureza descaradamente comercial e mundana representava um ataque directo à técnica e à filosofia do expressionismo abstrato. Nos Estados Unidos, o movimento artístico de expressionismo abstrato era o dominante durante o pós-Segunda Guerra Mundial, e tinha por base não só os valores e a estética das Belas Artes, mas também um lado místico. Esta controvérsia originou uma grande controvérsia sobre a ética e o mérito do trabalho de Warhol. Os temas de Warhol, enquanto artista, foram questionados na época, e continuam a sê-lo. O impacto que teve no público ajudou Warhol a passar de um mero desenhador comercial da década de 1950, para um artista plástico notável, e diferenciou-o dos outros artistas em ascensão. Apesar de a procura comercial pelas suas pinturas não ter sido imediata, a associação de Warhol a este trabalho fez com que o seu nome passasse a ser sinónimo das pinturas das Latas de Sopa Campbell.
Ao longo da sua vida, Warhol elaborou uma grande diversidade de outras obras de arte tendo por tema as Latas de sopa Campbell durante três fases distintas da sua carreira, e produziu outros trabalhos utilizando várias imagens de contexto comercial e mediático. Hoje em dia, o tema das Latas de sopa Campbell é geralmente utilizado para fazer referência tanto ao trabalho original, como aos últimos desenhos e pinturas de Warhol onde surgem as Latas de sopa Campbell. Devido à popularidade de todo o conjunto de trabalhos semelhantes, a reputação de Warhol cresceu até ao ponto em que ele se tornou o artista norte-americano de pop art mais conceituado, e também aquele artista vivo cujas obras eram as mais valorizadas no mercado.

## Início de carreira

### Cenário artístico de Nova Iorque

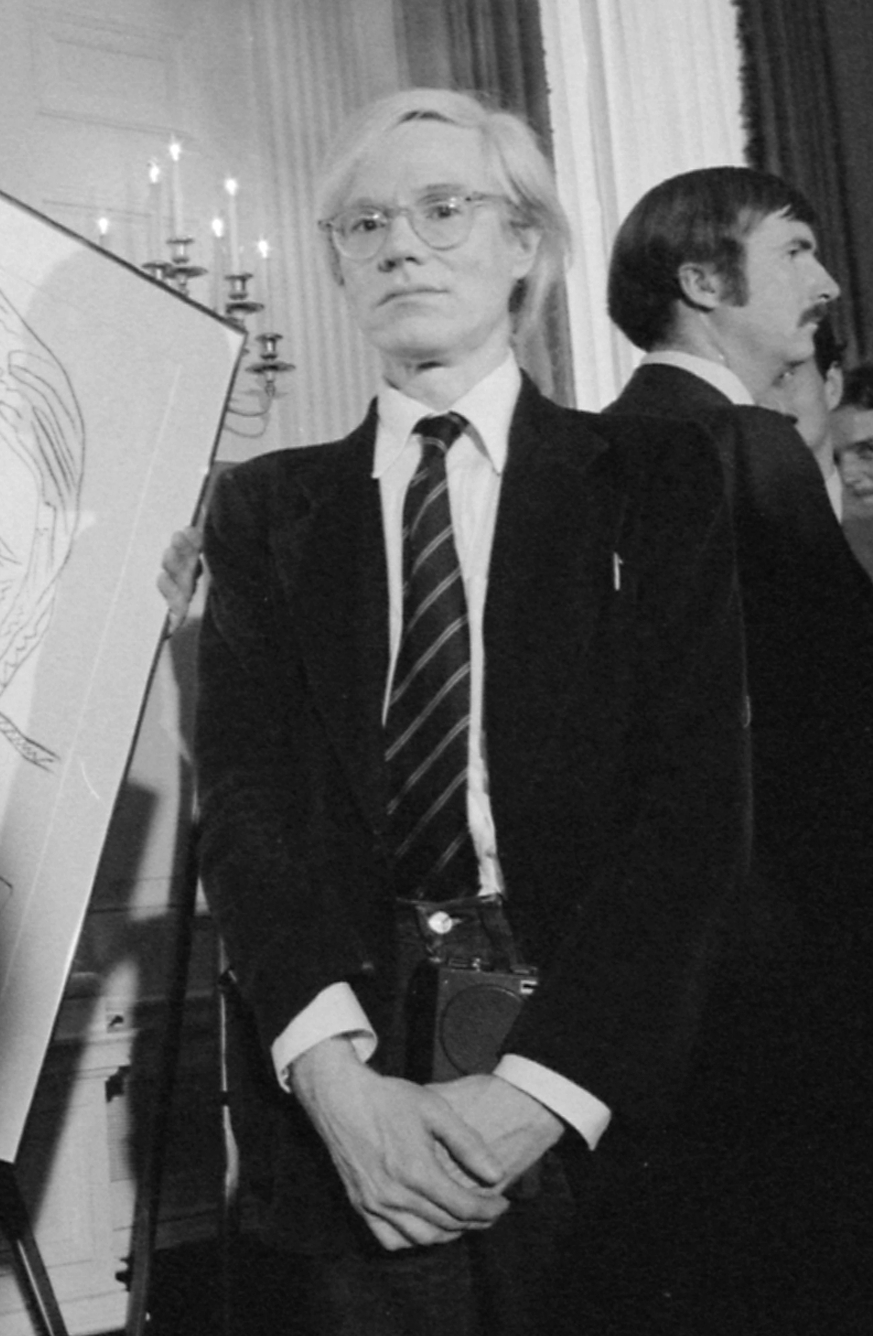
Andy Warhol

Warhol chegou à cidade de Nova Iorque em 1949, depois de terminar os estudos na Escola de Belas Artes de Carnegie Mellon do Instituto de Tecnologia de Carnegie. Rapidamente obteve sucesso comercial como desenhador comercial, e o seu primeiro desenho foi publicado na edição de Verão da revista Glamour, em 1949. Em 1952, pela primeira vez, expôs os seus trabalhos numa galeria, a Galeria Bodley, baseados nas obras de Truman Capote. No ano de 1955, Warhol pedia emprestadas as fotografias da Biblioteca Pública de Nova Iorque, com a assistência e supervisão de Nathan Gluck, e reproduzia-as com um processo que tinha desenvolvido enquanto frequentava a escola de Carnegie Tech. O seu processo, que já antecipava os seus futuros trabalhos, consistia em pressionar desenhos cuja tinta ainda estava fresca, em papel recortado. Durante a década de 1950, exibiu de forma regular os seus desenhos. Chegou mesmo a expor no Museu de Arte Moderna (Recent Drawings - Trabalhos Recentes, 1956).

### Pop art
Em 1960, Warhol começou a elaborar os seus primeiros quadros, cujo tema eram as histórias de banda desenhada. No final de 1961, aprendeu a trabalhar em serigrafia com Floriano Vecchi que dirigia a Tiber Press desde 1953. Embora o processo se iniciasse com um desenho em estêncil, habitualmente passa de uma fotografia transferida com cola para seda. Em ambos os casos, é necessário produzir uma versão, cuja base é a cola, de uma imagem positiva bidimensional (positivo significa que os espaços vazios são aqueles onde a tinta irá aparecer). Habitualmente, a tinta é passada pelo meio de modo a que passe pela seda e não pela cola. As Latas de Sopa Campbell foram dos primeiros trabalhos em serigrafia de Warhol; o primeiro foi um conjunto de notas de dólar dos Estados Unidos. Cada uma, para cada cor, foi feita a partir de estênceis. Warhol só começou a converter fotografias através da serigrafia depois do conjunto de trabalhos das latas de sopa Campbell.
Embora Warhol tenha produzido serigrafias de banda desenhada e de outros temas de pop art, manteve como tema principal dos seus trabalhos as latas de sopa, por forma a evitar competir com as obras mais elaboradas de Roy Lichtenstein. De facto, ele afirmou que "tenho que fazer qualquer coisa que tenha realmente impacto, que seja diferente de Lichtenstein e James Rosenquist, que seja mesmo pessoal, que não pareça que estou a fazer o mesmo que eles." Em Fevereiro de 1962, Lichtenstein fez uma exposição de imagens de cartoons na Galeria Leo Castelli, de Leo Castelli, pondo um ponto final na possibilidade de Warhol exibir as suas próprias pinturas de cartoons. Um ano antes, Castelli tinha visitado a galeria de Warhol e observado que o trabalho que viu era muito semelhante ao de Lichtenstein, embora os trabalhos dos dois artistas fossem diferentes em termos de técnicas e temas (p. ex.: as figuras de Warhol representavam caricaturas humorística de uma cultura popular como o Popeye, enquanto as de Lichtenstein eram, no geral, heróis e heroínas estereotipados, inspirados em banda desenhada dedicada ao romance e a aventuras). Castelli optou por não representar ambos os artistas ao mesmo tempo, mas fez uma exposição dos trabalhos de Warhol, em 1964, em particular das reproduções da Lata de Molho de Tomate Campbell e as Latas de Sabão Brillo. Em 1966, permitiu uma nova exposição do trabalho de Warhol. A exposição de Lichtenstein, em 1962, foi seguida de uma individual de Wayne Thiebaud, em 17 de Abril de 1962, na Galeria Allan Stone, em que eram apresentadas todas as comidas típicas dos Estados Unidos; Warhol ficou preocupado pois sentia que isso afectava negativamente os seus trabalhos sobre as latas de sopa. Warhol começou a ponderar regressar à Galeria Bodley, mas o seu director não gostava dos seus trabalhos artísticos. Em 1961, foi proposto a Warhol uma exposição em conjunto com outros dois artistas - Rosenquist e Robert Indiana - por Allan Stone, na galeria deste, na rua 18 East 82nd, mas todos se sentiram insultados com a oferta.
Irving Blum foi o primeiro negociante a mostrar as pinturas das latas de sopa de Warhol. Blum visitou Warhol em Maio de 1962, quando este tinha um artigo ("The Slice-of-Cake School") na revista Time Magazine, edição de 11 de Maio, que incluía uma parte da serigrafia 200 One Dollar Bills, junto com Lichtenstein, Rosenquist e Wayne Thiebaud. Warhol era o único cuja fotografia aparecia no artigo, facto indicativo da sua capacidade de manipulação dos meios de comunicação. Blum viu várias variações das Latas de Sopa Campbell, incluindo um conjunto de One-Hundred Soup Cans. Blum ficou surpreendido por Warhol não ter nenhum convite para expor numa galeria de arte e ofereceu-lhe uma exposição na Galeria Ferus em Julho, na cidade de Los Angeles. Esta foi a primeira exposição individual da sua pop art. Warhol recebeu garantia, por parte de Blum, de que a recém-criada revista Artforum, que tinha um escritório sobre a galeria, faria a cobertura da exposição. Não só foi a primeira exposição individual de Warhol, como também foi considerada a estreia da pop art na Costa Oeste. A primeira individual de Andy Warhol, em Nova Iorque, teve lugar na Galeria Stable de Eleanor Ward, entre 6 e 24 de Novembro de 1962. A exposição incluía obras como Marilyn Diptych, Green Coca-Cola Bottles e as Latas de Sopa Campbell.

## A Estreia

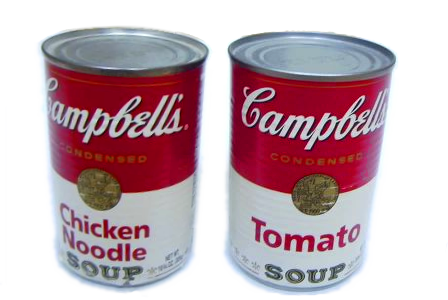
As latas de sopa Campbell.

Warhol enviou a Blum 32 quadros, com 50,8 cm de altura por 40,6 cm de largura cada, das imagens das Latas de Sopa Campbell, cada um a representar uma variedade diferente que se encontrava à venda na altura. Os 32 quadros são muito semelhantes: cada um é uma representação realista das latas de sopa vermelhas e brancas da Campbell, numa serigrafia de fundo branco. Os quadros têm uma pequena variação no tipo de letra do nome da variedade de sopa que representam. A maioria das letras está pintada com a cor vermelha. Quatro variedades tem as letras em preto: Clam Chowder tem letras pretas intercaladas debaixo do nome da variedade a dizer (Manhattan Style), o que significa que a sopa é de caldo de tomate em vez de ser à base de creme, típico do estilo da Nova Inglaterra; Beef tem letras pretas intercaladas debaixo do nome da variedade a dizer (With Vegetables and Barley); Scotch Broth tem letras pretas intercaladas debaixo do nome da variedade a dizer (A Hearty Soup); e Minestrone tem letras pretas intercaladas debaixo do nome da variedade a dizer (Italian-Style Vegetable Soup). Duas variedades têm o rótulo em letras vermelhas intercaladas: Beef Broth (Bouillon) e Consommé (Beef). O tamanho das letras têm pequenas variações no nome das variedades. No entanto, observa-se pequenas diferenças no estilo das letras. Old-fashioned Tomato Rice é a única variedade em que as letras estão escritas em minúsculas. Estas letras em minúsculas aparentam ser de uma tipo diferente que as outras letras dos nomes das variedades. Existem outras diferenças no estilo. A lata de Old-fashioned Tomato Rice tem a palavra Soup representada na parte inferior da lata, no local onde estão símbolos. Também a lata de Cheddar Cheese tem um símbolo em forma de duas bandeiras. À esquerda, uma pequena bandeira dourada tem escrito New!, e ao centro, uma pequena bandeira dourada diz Great As A Sauce Too!.
A exposição teve início em 9 de Julho de 1962 com a ausência de Warhol. Os 32 quadros das latas de sopa foram colocadas numa linha única, tal como os produtos nas prateleiras, cada um em cima de um pequeno suporte. O impacto na época foi imperceptível; no entanto, ficaria para a história como uma mudança radical no meio artístico. Os visitantes, ao verem o quadros, ficavam sem saber o que pensar ou comentar. Um artigo de John Coplans, na Artform, parcialmente influenciado pela exposição de dúzias de latas de sopa numa galeria vizinha com um anúncio a publicitá-las "leve três por 60 cêntimos", motivou as pessoas a tomar uma posição sobre o trabalho de Warhol. Foram poucos aqueles que viram as pinturas na exposição de Los Angeles ou no estúdio de Warhol, mas os comentários generalizaram-se: o sentimento geral era de controvérsia e escândalo, dado o trabalho querer parecer reproduzir Objectos manufacturados. O extenso debate que se seguiu sobre a ética e o mérito de alguém se concentrar em temas de natureza inanimada, comercial e mundana, manteve os trabalhos de Warhol no centro das atenções do mundo artístico. Os mais conservadores não queriam acreditar que um artista reduzia a arte a uma ida à mercearia mais próxima. No entanto, em termos financeiros, toda este debate não lhe trouxe nenhuma mais-valia. Dennis Hopper foi o primeiro de apenas seis que pagaram 100 dólares por um quadro. Blum decidiu manter os 32 quadros como um único trabalho, e pagou àqueles que tinham comprado os poucos quadros, para os ter de volta. Esta atitude agradou Warhol que tinha os tinha concebido com um todo, e concordou em vendê-los em dez prestações mensais de 100 dólares a Blum. Warhol passou pelo seu primeiro momento marcante das exposições de arte. Enquanto esta exposição se mantinha aberta em Los Angeles, Martha Jackson cancelou uma planeada para Dezembro desse ano, em Nova Iorque.
A exposição de Ferus encerrou a 4 de Agosto de 1962, um dia antes da morte de Marilyn Monroe. Warhol comprou uma fotografia publicitária da actriz do filme Niagara, que ele cortou para criar um dos seus trabalhos mais conhecidos: a sua pintura de Marilyn. Embora Warhol continuasse a pintar outros quadros de pop art, como as "Latas de Café Martinson", as garrafas de Coca-Cola, os "Selos Verdes S&H" e as "Latas de Sopa Campbell", depressa se tornaria conhecido como o artista que pintava celebridades. Voltou à galeria de Blum para exibir pinturas de Elvis Presley e Elizabeth Taylor, em Outubro de 1963. Dennis Hopper e Brooke Hayward (esposa de Hopper na altura) fizeram uma festa na abertura do evento.
Dado que Warhol não deu nenhuma indicação sobre a ordem dos quadros, a sequência escolhida pelo MoMA na sua exposição permanente, reflecte a ordem cronológica em que as diferentes variedades de sopa foram introduzidas no mercado pela Campbell Soup Company, sendo a primeira a de Tomato, em 1897. Em Abril de 2011, os curadores do MoMA reordenaram as variedades, passando a Clam Chowder para a primeira à esquerda no topo, e a de Tomato para a parte de baixo da quarta fila.

## Motivação
Algumas histórias humorísticas explicarão o porquê de Warhol ter escolhido as Latas de Sopa Campbell como o tema principal da sua pop art. Uma das razões é que ele precisava de um novo tema depois de abandonar a banda desenhada, uma decisão tomada, em parte, pelo respeito que tinha em relação ao trabalho de Roy Lichtenstein. De acordo com Ted Carey — um dos assistentes comerciais de Warhol nos finais da década de 1950 — foi Muriel Latow que sugeriu a ideia das latas de sopa e também das notas de dólar.
Muriel Latow era, então, uma decoradora de interiores em início de carreira, e dona da Galeria de Arte Latow, no bairro Upper East Side, em Manhattan. Ela terá dito a Warhol que ele deveria pintar "Alguma coisa que vemos todos os dias e alguma coisa que todas as pessoas reconheceriam. Algo como uma lata das Sopas Campbell." Ted Carey, que estava presente, disse que Warhol respondeu exclamando: "Ó, isso parece fantástico." De acordo com Carey, Warhol foi a um supermercado no dia a seguir e comprou uma mala com "todas as sopas", as quais Carey disse ter visto quando foi a casa de Warhol no dia seguinte. Qaundo o crítico de arte, G.R. Swenson perguntou a Warhol, em 1963, porque é que ele pintou as latas de sopas, o artista respondeu, "Eu costumava bebê-las, tomei o mesmo almoço todos os dias, durante 20 anos."
Outra história da influência de Latow sobre Warhol conta que ela lhe perguntou o que é que ele mais gostava, e ele respondeu "dinheiro"; ela, então, sugeriu-lhe que ele pintasse as notas de dólar. De acordo com esta história, Latow terá mais tarde, aconselhou-o a pintar algo mais simples como as latas de Spoa Campbell.
Numa entrevista à revista londrina The Face, em 1985, David Yarritu perguntou a Warhol sobre umas flores que a sua mãe fazia a partir de latas. Na sua resposta, Warhol disse que essa era uma das razões que estavam por trás da sua primeira pintura das latas:
David Yarritu: Ouvi dizer que a sua mãe costumava fazer umas pequenas flores em lata, e vendia-as para o ajudar quando era jovem.
Andy Warhol: Meus Deus, sim, é verdade, as flores de lata eram feitas com aquelas latas de fruta, essa é a razão porque fiz as minhas primeiras pinturas de latas … Pega-se numa lata, quanto maior melhor, como aquelas grandes familiares que têm metades de pêssegos, e penso que se corta com uma tesoura. É muito fácil e consegue-se fazer flores com elas. A minha mãe sempre teve muitas latas lá em casa, incluindo latas de sopa.
Muitas história mencionam que a escolha das latas de sopa reflectem a sua devoção às sopas da Campbell como consumidor. Robert Indiana referiu em tempos: "Conheci o Andy muito bem. A razão porque ele pintou as latas de sopa, é porque ele gostava de sopa." Pensa-se que ele as escolheu como tema porque faziam parte da sua alimentação diária. Outros acham que Warhol só pintava coisas que estivessem próximo dele em termos emocionais. Ele gostava de sopas da Campbell, gostava de Coca-Cola, adorava dinheiro e admirava estrelas de cinema. Assim, todos eles se tornaram temas dos seus trabalhos. Ainda outra história refere que os seus almoços diários que tomava no seu estúdio, consistiam de Sopas Campbell e Coca-Cola, daí a sua inspiração ter origem nas latas e garrafas vazias acumuladas na sua secretária.
Warhol não escolheu as latas por ter algum contrato com a Campbell Soup Company. Embora, naquela altura, quatro das cinco latas de sopa vendidas no Estados Unidos fossem da Campbell, Warhol preferiu não ter o envolvimento da empresa "porque o objectivo principal seria perdido se houvesse algum laço comercial." No entanto, por volta de 1965, a companhia sabia que ele utilizava os rótulos das latas como convites para as suas exibições. Chegaram, mesmo, a ser os patrocinadores de um dos quadros.

## Mensagem

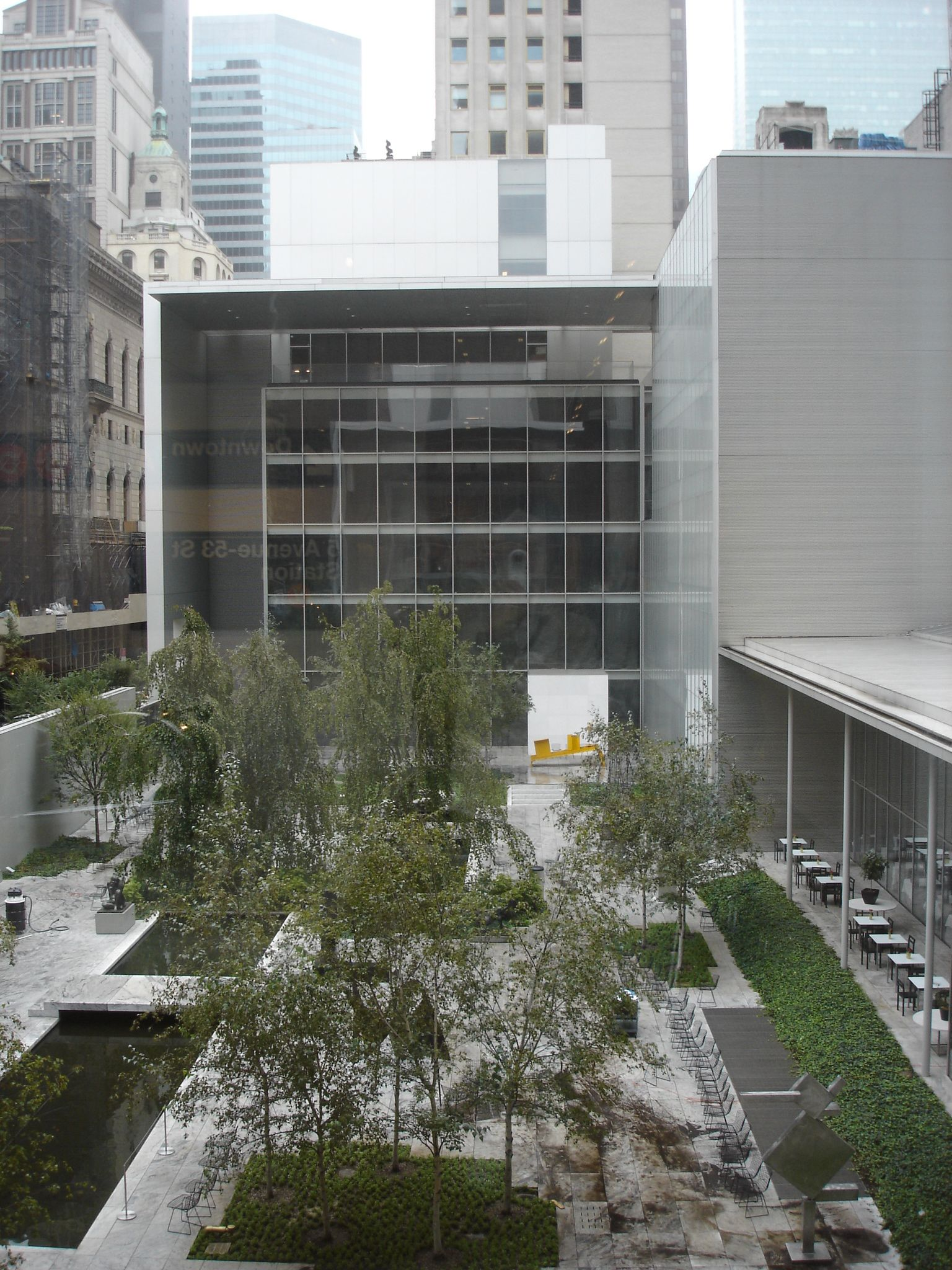
Museu de Arte Moderna (MoMA), local onde se encontra sua exposição permanente.

Warhol tinha uma opinião positiva da cultura comum e sentia que os expressionistas abstractos tiveram grandes dificuldades em ignorar o esplendor da modernidade. As Latas de Sopa Campbell, juntamente com os seus outros trabalhos semelhantes, proporcionaram-lhe uma oportunidade de expressar a sua perspectiva positiva da cultura moderna. No entanto, a sua forma inexpressiva de humor era desprovida de qualquer comentário emocional ou social. De facto, era suposto o trabalho não ter personalidade ou expressão individual. A perspectiva de Warhol está espelhada na citação "... um grupo de pintores chegou à conclusão de que até os mais vulgares objectos decorativos da civilização moderna podem, quando passados para um quadro, tornar-se Arte."
Os seus trabalhos de pop art diferem de outros trabalhos em série de artistas como Monet, que utilizou as séries para representar a percepção discriminativa, e demonstra que um pintor pode recriar mudanças no tempo, na luz, na estão e condições meteorológicas com a mão e com os olhos. Warhol é visto como o representante da era moderna da comercialização e do banal. Quando Warhol incluiu alguma variação nos seus quadros, estas não eram "reais". Mais tarde, as suas variações nas cores eram uma caricatura da percepção discriminada. A sua adopção do processo de serigrafia pseudo-industrial ia contra a utilização de séries para demonstrar subtileza. Warhol procurou contornar as nuances ao criar a aparência de que o seu trabalho tinha sido impresso e, de facto, ele sistematicamente recreava imperfeições. Os seus trabalhos em série ajudaram-no a distanciar-se da sombra de Lichtenstein. Embora as suas latas de sopa não fossem tão chocantes e vulgares como alguns dos seus trabalhos anteriores de pop' art, ainda assim feriram susceptibilidades do mundo artístico que se desenvolveram de modo a participar nas emoções mais íntimas da expressão artística.
Contrastando com o sensual cesto de fruta de Caravaggio, com os pêssegos de peluche de Chardin ou o vibrante arranjo de maçãs de Cezanne, o mundano Latas de Sopa Campbell provocou um arrepio ao mundo artístico. Além disso, a ideia de isolar objectos conhecidos da cultura popular, era suficientemente ridícula para o mundo da arte discutir a ética e o mérito de algo que sequer tinham visto. A pop art de Warhol pode ser entendida como uma relação entre a arte minimal no sentido em que pretende retratar objectos na sua mais simples e imediata forma de os reconhecer. A Pop art elimina a subexposição e a sobre-exposição de cores que, de outra forma, seriam associadas a representações.
Warhol alterou definitivamente o conceito de "apreciação da arte". Em vez de trabalhos harmoniosos que apresentem os objectos de forma tri-dimensionais, ele escolheu derivados mecânicos de ilustrações comerciais com destaque na embalagem. As suas variações de múltiplas latas de sopa, por exemplo, transformou o processo de repetição numa técnica muito apreciada: "Se pegarmos numa lata de Sopa Campbell e a repetirmos 50 vezes, não estamos interessados na imagem que fica gravada na retina. De acordo com Marcel Duchamp, o que interessa é o conceito que pretende colocar 50 latas de Sopa Campbell num quadro." A organização disciplinada de várias imagens de latas, quase que se tornou algo abstracto cujos detalhes são menos importantes que o todo. De certa forma, a representação era mais importante que o objecto que representava. O interesse de Warhol em representações mecânicas durante os seus primeiros dias na pop art, foi mal compreendido por aqueles que faziam parte do mundo da arte, cujo sistema de valores era ameaçado pela mecanização.
Na Europa, as audiências tiveram uma atitude diferente face ao seu trabalho. Muitos acharam que se tratava de uma sátira subversiva e marxista do capitalismo Americano. Se não era subversiva, então, pelo menos, era considerada uma crítica marxista da cultura popular. Dado o afastamento político de Warhol, esta não era a mensagem correcta. De facto, é provável que a sua expressão de pop art não era mais do que uma forma de chamar à atenção para o seu trabalho.
Num esforço para completar a mensagem da sua arte, Warhol criou uma "imagem pop" da sua pessoa depois dos meios de comunicação terem olhado para a sua pop art. Começou a transmitir uma imagem de adolescente, e passando a viver no mundo da cultura popular como os concertos de Rock & Roll e revistas de fãs. Enquanto os artistas anteriores utilizaram a repetição para mostrar a sua capacidade de retratarem a variação, Warhol juntou a "repetição" com a "monotonia" para declarar a sua paixão por temas de arte.

## Variações
No seguimento do sucesso das suas séries, Warhol produziu mais trabalhos relacionados com o tema das latas de Sopa Campbell. Estes novos trabalhos, junto com o original, são referidos por "séries das latas de Sopa Cambell", conhecidas de uma forma mais simples como "Latas de Sopa Campbell. Os trabalhos seguintes foram muitos diversos. As alturas dos quadros variaram entre 51 cm e 1,80 m. De um modo geral, as latas são retratadas como se tivessem sido acabadas de fazer. Pontualmente, ele pintou as latas com os rótulos torcidos ou rasgados, e com a própria lata esmagada ou aberta. Por vezes, acrescentava objectos relacionados como um prato de sopa ou um abre-latas. Muitos destes trabalhos artísticos foram produzidos no seu famoso estúdio The Factory.
Irving Blum disponibilizou os 32 quadros ao público depois de um acordo com a Galeria Nacional de Arte, em Washington, emprestando-os de forma permanente, dois dias antes da morte de Warhol. Contudo, os quadros originais fazem agora parte da colecção permanente do Museu de Arte Moderna. Um quadro chamado de Campbell's Soup Cans II é parte integrante da colecção permanente do Museu de Arte Contemporânea de Chicago. 200 Campbell’s Soup Cans, 1962 (em acrílico), 1,82 m x 2,54 m), da colecção privada de John e Kimiko Powers, é o maior quadro do conjunto das Latas de Sopa Campbell. É composto por 10 linhas e 22 colunas de vários sabores de sopa. Os especialistas referem que este é um dos trabalhos mais importantes da pop art, tanto como representação pop, como em conjunto com os seus predecessores como Jasper Johns e com os movimentos seguintes de arte minimal e conceptual. .
Em muitos dos trabalhos, incluindo as séries originais, Warhol simplifica, de forma muito significativa, o medalhão dourado que aparece nas latas de sopa, substituindo as figuras alegóricas por um disco liso amarelo. Em muitas das variações, a única presença de tridimensionalidade vem da sombra da tampa. De outro modo, a imagem seria lisa. Os trabalhos que apresentam os rótulos distorcidos são entendidos como metáforas da vida no sentido em que até a comida enlatada tem o seu fim. São, por vezes, descritos como expressionistas.
Em 1970, Warhol estabeleceu um preço recorde para uma pintura de um artista americano vivo, com a venda do Big Campbell’s Soup Can with Torn Label (Vegetable Beef) (1962), por 60 000 dólares, numa venda na Parke-Bernet, uma leiloeira (mais tarde adquirida pela Sotheby's). Este recorde foi batido uns meses mais tarde pelo seu rival Lichtenstein, que vendeu uma representação de uma pincelada gigante, Big Painting No. 6 (1965) por 75 000 dólares.
Em Maio de 2006, o quadro Small Torn Campbell Soup Can (Pepper Pot) (1962) de Warhol, foi vendido por 11 776 000 dólares, estabelecendo um novo recorde mundial num leilão para um dos quadros da série das Sopas Campbell. O quadro foi comprado para a colecção de Eli Broad, um homem que já tinha estabelecido um recorde para a maior transacção com um cartão de crédito quando adquiriu o quadro de Lichtenstein "I … I'm Sorry", por 2,5 milhões de dólares com um American Express.  A venda de 11,8 milhões de Warhol, fez parte de um leilão da Christie's de arte impressionista, arte moderna, pós-guerra e arte contemporânea para a época da Primavera de 2006 que totalizou 438 768 924 dólares.
A grande variedade de trabalhos produzidos utilizando um processo semimecanizado com muitos colaboradores, a popularidade de Warhol, o valor das suas obras e a diversidade de trabalhos com temas relacionados com meios de comunicação, criaram a necessidade de certificação da autenticidade dos trabalhos de Warhol pelo Conselho de Autenticação de Arte de Andy Warhol.

## Conclusão
A produção dos quadros das Latas de Sopa Campbell de Warhol passou por três fases. A primeira teve início em 1962, durante a qual ele criou imagens reais, e fez vários desenhos a lápis do tema. Em 1965, Warhol voltou ao tema substituindo, em alguns casos, as cores vermelha e branca originais com uma grande variedade de matizes. No final da década de 1970, voltou ao assunto das latas de sopa, desta vez invertendo e revertendo as imagens. Alguns historiadores de arte consideram o trabalho de Warhol finalizado após a sua tentativa de assassinato em 1968 — que ocorreu um dia antes do de Robert F. Kennedy —  como sendo menos significativo que aquele efectuado anteriormente.
Actualmente, os quadros mais conhecidos da série das latas de sopa são os da primeira fase. Warhol é também lembrado pela suas serigrafias de celebridades como Elvis Presley, Marilyn Monroe, Liz Taylor e Mao Tsé-Tung, produzidas entre 1962 e 1964. De facto, os seus quadros mais repetidos são os de Taylor, Monroe, Presley, Jackie Kennedy e outras celebridades semelhantes. Para além de artista, Warhol também estava ligado ao cinema como autor e À ilustração comercial. Depois da sua morte, tornou-se o tema do maior museu de arte dedicado a um artista nos Estados Unidos. Muitas exibições de arte de Warhol incluem excertos do seu trabalho como realizador (p. ex.: The Museum of Contemporary Art's ANDY WARHOL/SUPERNOVA: Stars, Deaths, Disasters, 1962–1964 do Museu de Arte Contemporânea, em exibição de 18 de Março de 2006 a 18 de Junho do mesmo ano). Alguns acham que os seus trabalhos como artista ficam atrás das suas contribuições como produtor cinematográfico. Outros fazem questão de afirmar que não era dos melhores artistas da sua geração. Ainda assim, as suas técnicas são utilizadas por vários artistas conceituados e os seus trabalhos continuam a atingir valores muito elevados.